# Ауровіль
Ауровіль («місто світанку») — «експериментальне» місто-громада в Індії, засноване в 1968 році. Розташоване у штаті Тамілнад поруч із містом Пудучеррі. Згідно заяви засновниці міста Мірри Альфасси, місто має стати експериментом зі створення міжнародного товариства людей, що живуть поза політикою та національностями.

## Історія
Місто було створене Міррою Альфассо, послідовницею Шрі Ауробіндо Гхоша. Церемонія відкриття міста відбулася 28 лютого 1968 року, на цій церемонії були представники 124 країн.

## Населення
Спочатку планувалось, що в Ауровілі буде жити п'ятдесят тисяч чоловік, але станом на 2008 рік число жителів становить 2007. Жителі Ауровіля — громадяни 44 країн, число громадян Індії становить 836.

## Влада, політика, релігія
Вважається, що в Ауровілі не місце релігії та політиці.

## Архітектура, технології та освіта

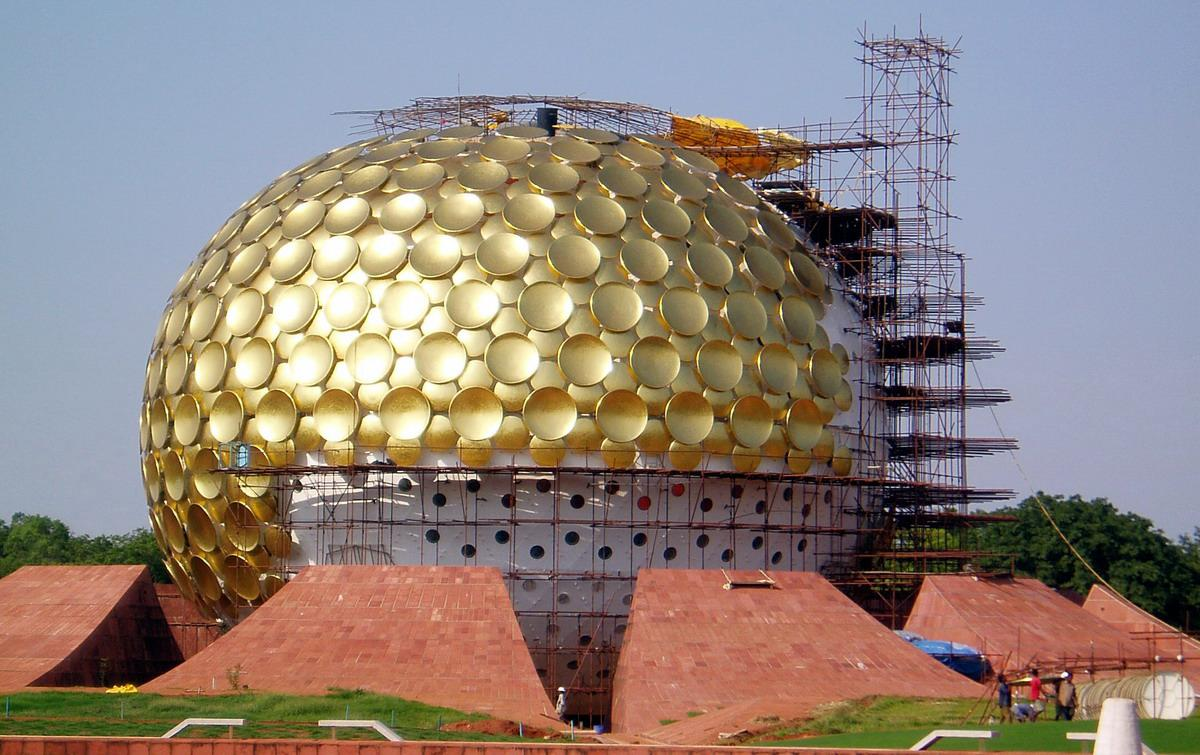
Матримандір

Головна будівля Ауровіля — Матримандір, будинок для медитації і практики йоги. Матримандір не відноситься до жодної релігії. Тут не проводять якісь організовані церемонії.
Матримандір — це сфера, покрита дисками, поверхня яких облицьована золотими пластинами. Матримандір був збудований під керівництвом французького архітектора Роже Анже за планами, складеними Міррою Альфассою.

## Економіка
Поки що Ауровіль не надає безкоштовного житла для новеньких. Але кожен може собі збудувати простеньке помешкання, що, як правило, складається із однієї кімнати. В Ауровілі також на різних роботах працюють мешканці із найближчих населених пунктів. Їх зарплатня 5000 рупій.